# Castelo de Carrickfergus

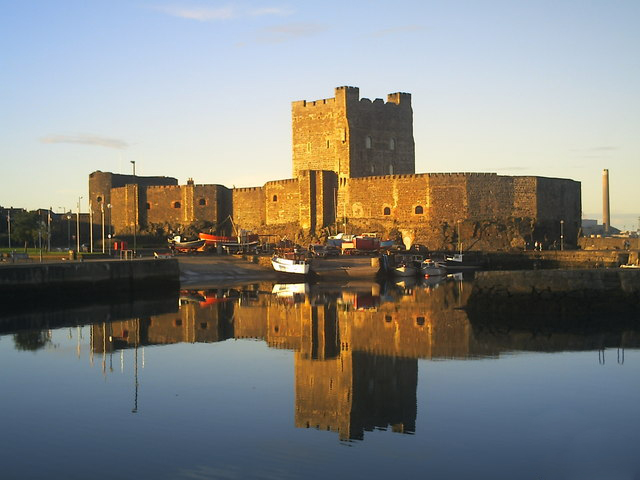
O castelo visto através do porto.

O Castelo de Carrickfergus é um castelo normando situado na cidade de Carrickfergus, no Condado de Antrim, Irlanda do Norte. O castelo está localizado nas margens de Belfast Lough. Sitiado por escoceses, irlandeses, ingleses e franceses, o castelo desempenhou um importante papel militar até 1928 e continua a ser uma das estruturas medievais mais bem preservadas de toda a Irlanda. Atualmente, o castelo é mantido pela Agência do Meio Ambiente da Irlanda do Norte como um momento histórico do estado.